# جی سیمپسون
جی سیمپسون (انگلیسی: Jay Simpson؛ زادهٔ ۱ دسامبر ۱۹۸۸) یک بازیکن فوتبال اهل بریتانیا است.